# Astigmatisme (optica)

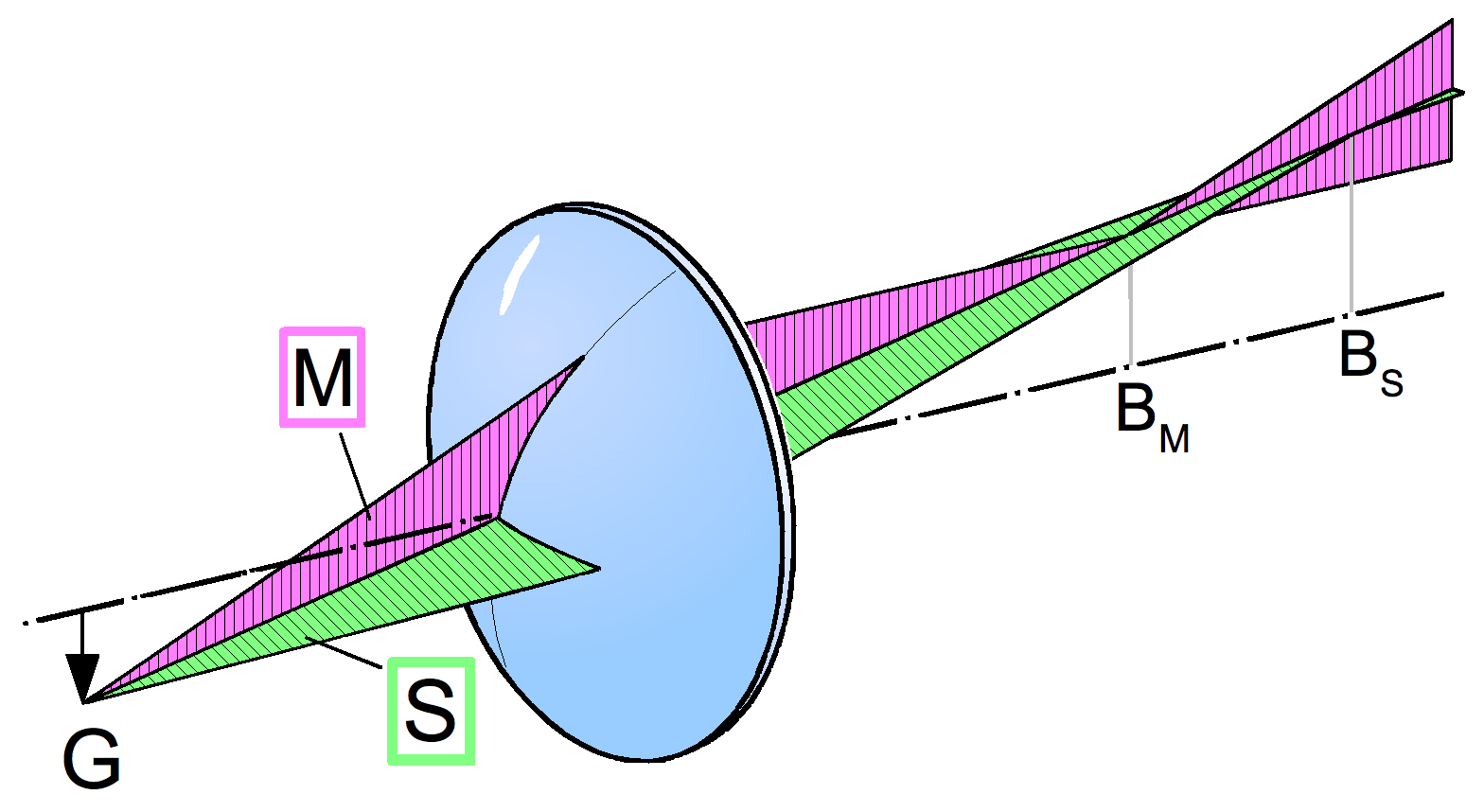
Een bolle lens met een voorwerpspunt buiten de optische as.
M = meridionale vlak (door optische as en voorwerpspunt)
S = sagittale vlak (door voorwerpspunt en midden van de lens, maar loodrecht op M)
G = voorwerp
B_{M} = meridionale beeld
B_{S} = sagittale beeld
Door astigmatische vormen de meridionale en de sagittale bundels verschillende beeldpunten (hier sterk overdreven weergegeven).

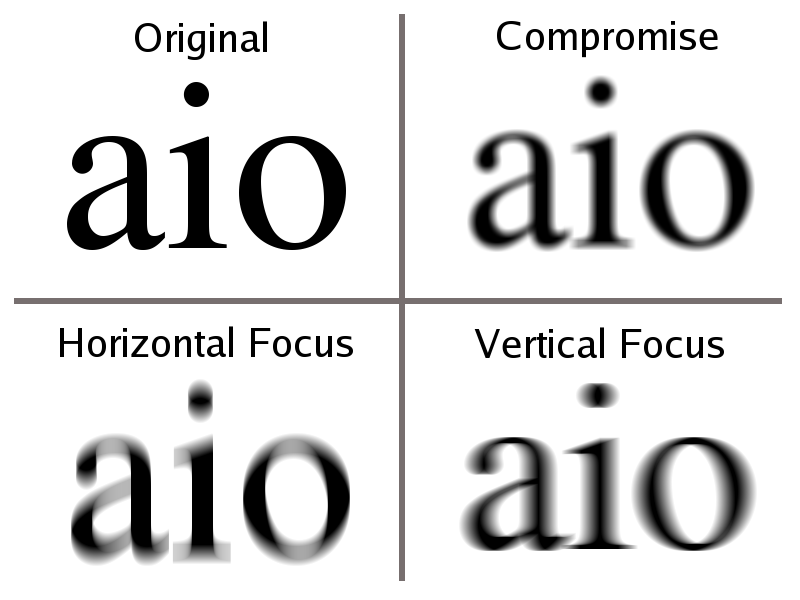
Onscherpte van een astigmatische lens.

Astigmatisme is een optische afwijking (aberratie). Het woord is afkomstig van het Griekse "a-" (niet) en "stigma" (punt of stip).
Men spreekt van astigmatisme als een optisch systeem voor stralen in een horizontaal vlak een andere brandpuntsafstand heeft dan voor stralen in een verticaal vlak. Stel dat het voorwerp de vorm van een kruisje (+) heeft, dan wordt het horizontale lijntje op een andere afstand scherp afgebeeld dan het verticale lijntje. Zowel lenzen als spiegels kunnen astigmatisme vertonen.
Er zijn twee vormen van astigmatisme. De eerste is een zogenaamde afwijking van de derde orde, die optreedt voor objecten die zich niet op de optische as bevinden. Deze vorm treedt op zelfs als het optische systeem volmaakt symmetrisch is.
De tweede vorm van astigmatisme treedt op als het optische systeem niet rotatiesymmetrisch is ten opzichte van de optische as. Dit kan opzettelijk zijn (bijvoorbeeld voor een cilindrische lens), of het gevolg van fouten in het oppervlak van de spiegels of lenzen (bijvoorbeeld in een ooglens of hoornvlies), of doordat de optische elementen niet de volledig juiste positie hebben ten opzichte van elkaar. Astigmatisme treedt in dit geval ook op voor objecten op de optische as.
Merk op dat brillenglazen met een cilindercomponent opzettelijk astigmatisch zijn gemaakt, en wel tegengesteld aan het astigmatisme van het oog. Het astigmatisme van het oog  wordt daardoor zo goed mogelijk gecompenseerd. Een cilindercomponent kan men zich voorstellen als een lens die in één richting wat „opgerekt” is.
Een voor astigmatisme gecorrigeerd lenzenstelsel heet een anastigmaat.